# Garagetaper
Garagetaper er det tredje studiealbum af den svenske musiker og sangskriver Eddie Meduza. Det blev udgivet  i1980 på CBS Records. Forsidebilledet er en parodi på forsidebilledet på Frank Zappas album Joe's Garage. En sjov observation er, at Frank Zappa i sin tur har lavet et album kaldet "We're Only In It For The Money", som parodierer forsidebilledet af albummet "Sgt. Pepper's Lonely Hearts Club Band" af The Beatles.
Errols ven Jan-Åke Fröidh synger på sangen "Smällphete Sigges Hode", og spiller rotten på "Råttan I Pottan" og faren på "Summertime Blues".

## Spor
Alle sange skrevet og komponeret af Eddie Meduza, undtagen hvor noteret.
| 1. | "Caught-Rock"               |               | 02:16 |
| 2. | "Like A Cherokee"           |               | 03:53 |
| 3. | "Mississippi Way"           |               | 02:25 |
| 4. | "Smällfete Sigges Hode"     |               | 03:11 |
| 5. | "Summertime Blues"          | Eddie Cochran | 02:46 |
| 6. | "Reaktorn Läck I Barsebäck" |               | 03:56 |

| 1. | "Råttan I Pottan"               | 00:58 |
| 2. | "Såssialdemokraterna"           | 02:24 |
| 3. | "Hakan"                         | 02:08 |
| 4. | "Westgotisk Nidvisa"            | 01:54 |
| 5. | "Torgnys Svettiga Ansikte"      | 03:22 |
| 6. | "Va' Den Grön Så Får Du En Ny"  | 03:50 |
| 7. | "Fånga Kräftor Å Lägga I Balja" | 02:16 |
| 8. | "En Rock I Velinga"             | 01:30 |

### Sangtitler på dansk
- Smällphete Sigges Hode - Smällphete Sigges Hoved (Hode er skånsk for hoved).
- Reaktorn Läck I Barsebäck - Reaktorlæk I Barsebäck.
- Råttan I Pottan - Rotten I Potten.
- Såssialdemokraterna - Socialdemokraterne. (En rablende stavning af "Socialdemokraterna").
- Hakan - Hagen.
- Torgnys Svettiga Ansikte - Torgnys Svedige Ansigt.
- Va' Den Grön Så Får Du En Ny - Hvis Den Er Grøn Får Du En Ny.
- Fånga Kräftor Å' Lägga I En Balja - Fange Krebs Og Puttes I En Balje.
- En Rock I Velinga - En Jakke I Velinga.

## CD-udgivelse
På CD-udgivelsen, der kom ud i 2002, indeholdt albummet bonussangerne "Norwegian Boogie", "Roll Over Beethoven" (tekst og musik: Chuck Berry og der Meduza afslutter sangen med at sige "Ja, tak så meget for i aften" på dansk) og "Hallå Louise".